# Mirzaganj
Mirzaganj è un sottodistretto (upazila) del Bangladesh situato nel distretto di Patuakhali, divisione di Barisal. Si estende su una superficie di 175,45 km² e conta una popolazione di 110.763 abitanti (dato censimento 1991).